# أنور الشبيب
أنور ناصر محمد الشبيب لاعب كرة قدم سعودي يلعب في نادي رضوى.

## مسيرة اللاعب
لعب سابقاً في نادي هجر في الفئات السنية و لعب بعدها مع نادي الثقبة ونادي العيون ونادي الدرع ونادي رضوى.